# Kościół św. Mikołaja w Miłkowicach
Kościół świętego Mikołaja w Miłkowicach – rzymskokatolicki kościół parafialny należący do parafii pod tym samym wezwaniem (dekanat dobrski diecezji włocławskiej).
Obecna świątynia została wzniesiona w latach 1880–1882, dzięki staraniom proboszcza Hiacynta Jędreckiego. Fundatorami wybudowanego w stylu neogotyckim kościoła były rodziny Bogdańskich i Wężyków. Budowla była darem za ocalone życie. W 1883 roku została dobudowana okazała wieża. Świątynia została konsekrowana w 1910 roku. Podczas I wojny światowej Niemcy, jak w większości świątyń, zarekwirowali dwa dzwony o imionach: „Tomasz" i „Stanisław", które przetopione zostały na armaty. Pozostawili tylko jeden, o najmniejszym rozmiarze. Świątynia została częściowo zniszczona przez pożar w 1930 roku. Remont i ankrowanie ścian zostały wykonane dopiero w 1935 roku.
W 1939 roku hitlerowcy zamienili świątynię na szpital, a w końcu 1944 roku na magazyn żywnościowy. Zniszczyli ławki, zrabowali szaty i naczynia liturgiczne, między innymi piękną monstrancję ufundowaną przez rodzinę Bogdańskich. Zarekwirowali również ostatni dzwon. W 1945 roku urządzili w wieży kościelnej punkt obserwacyjny. Nacierające wojska sowieckie zlikwidowały go pociskiem z działa artyleryjskiego, uszkadzając wieżę. W latach 1959–1960 świątynia została wyremontowana.
Do dziś zachowały się trzy ołtarze, kielich ze stopką z 1640 roku, obraz św. Antoniego z XVIII wieku, a także obraz św. Mikołaja namalowany przez wybitnego polskiego malarza Juliana Fałata. Pod świątynią jest umieszczona krypta grobowa fundatorów, do której wejście zostało zamurowane. W ostatnich latach dzięki staraniom księdza proboszcza wymienione zostało pokrycie dachu świątyni.